# روابط خارجی اندونزی

روابط دیپلماتیک اندونزی

از زمان استقلال اندونزی، این کشور در رابطه با روابط خارجی خود به ایده سیاست خارجی آزاد و فعال پیوست و به دنبال آن در زمینه امور منطقه‌ای با توجه به موقعیت مکانی نقش مهمی ایفا کرد اما از دخالت در اختلافات میان قدرت‌های بزرگ اجتناب ورزید. سیاست خارجی اندونزی تحت نظم حکومت جدید با رهبری رئیس‌جمهور سوهارتو از موضع ضد غرب و ضد آمریکایی دوری ورزید. پس از خروج سوهارتو در سال ۱۹۹۸، دولت اندونزی طرح‌های گسترده‌ای از سیاست خارجی مستقل و معتبر سوهارتو را حفظ نموده‌است. درگیر شدن با مشکلات داخلی مانع از سفر رئیس‌جمهورهای منتخب به خارج و مشارکت اندونزی در بسیاری از سازمان‌های بین‌المللی گشته‌است.
روابط اندونزی با جامعه بین‌الملل به دلیل حمله این کشور به تیمور شرقی در دسامبر ۱۹۷۵، انزوای بعد از آن و اشغال، رفراندوم استقلال در سال ۱۹۹۹ و خشونت بعد از آن تحت تأثیر قرار گرفت. اندونزی یکی از اعضای بنیانگذار انجمن ملل آسیای جنوب شرقی (ASEAN) است که در سال ۱۹۶۷ تأسیس شده و همچنین بزرگترین کشور در آسیای جنوب شرقی می‌باشد. پس از تحول رژیم سوهارتو اندونزی به یک کشور نسبتاً باز و دموکراتیک در قرن بیست و یکم تبدیل گشته‌است. امروزه اندونزی از طریق رهبری خود در سازمان کشورهای آسیای شرقی، نفوذ خود را برای ارتقای همکاری، توسعه، دموکراسی، امنیت و صلح و ثبات منطقه اعمال می‌کند.
اندونزی نقش مهمی در صلح در ماجرای درگیری کامبوج و تایلند ایفا نمود همچنین اندونزی و دیگر کشورهای عضو جنوب شرقی آسیا نقش مهمی در تشویق دولت میانمار برای بازکردن فضای سیاسی خود و سریع‌تر کردن سیستم اصلاحاتش بازی کردند.
پایتخت ملی اندونزی جاکارتا به محلی جهت استقرار سفارتخانه‌های خارجی، ماموریت‌های دیپلماتیک و دفتر مرکزی انجمن کشورهای آسیای شرقی تبدیل شده‌است. جاکارتا به عنوان یک مرکز دیپلماتیک در آسیای جنوب شرقی مطرح می‌باشد.
اندونزی دارای بزرگترین جمعیت مسلمان جهان می‌باشد و عضو سازمان همکاری اسلامی (OIC) است. این کشور به دقت منافع همبستگی اسلامی را در تصمیمات سیاست خارجی خود مورد توجه قرار می‌دهد اما به‌طور کلی تأثیر آرام کننده در سازمان کنفرانس اسلامی دارد. در حال حاضر رئیس‌جمهور اندونزی عبدالرحمن وحید روابط بهتری را با اسرائیل دنبال می‌کند.

## همکاری با سازمان‌های بین‌المللی
- سازمان همکاری‌های اقتصادی آسیا–پاسفیک
- بانک توسعه آسیایی
- انجمن ملل آسیای جنوب شرقی
- طرح کلمبو
- فائو
- گروه پانزده
- گروه ۲۰
- گروه ۷۷
- آژانس بین‌المللی انرژی اتمی
- بانک بین‌المللی بازسازی و توسعه
- سازمان بین‌المللی هوانوردی غیرنظامی
- اتاق بازرگانی بین‌المللی
- نهضت بین‌المللی صلیب سرخ و هلال احمر
- انجمن توسعه بین‌الملل
- بانک توسعه اسلامی
- صندوق بین‌المللی توسعه کشاورزی
- مؤسسه مالی بین‌المللی
- سازمان آب‌نگاری بین‌المللی
- سازمان بین‌المللی کار
- صندوق بین‌المللی پول
- سازمان بین‌المللی دریانوردی
- سازمان بین‌المللی ماهواره‌های تلفنی
- اینتل‌ست
- پلیس بین‌الملل
- کمیته بین‌المللی المپیک
- سازمان بین‌المللی مهاجرت (ناظر)
- سازمان بین‌المللی استانداردسازی
- اتحادیه بین‌المللی مخابرات
- جنبش عدم تعهد
- سازمان همکاری اسلامی
- سازمان منع سلاح‌های شیمیایی
- اوپک
- سازمان ملل متحد
- آنکتاد
- یونسکو
- سازمان توسعه صنعتی ملل متحد
- نیروهای حافظ صلح سازمان ملل مستقر در لبنان
- سازمان جهانی گردشگری
- اتحادیه جهانی پست
- سازمان جهانی گمرک
- سازمان جهانی بهداشت
- سازمان جهانی مالکیت فکری
- سازمان جهانی هواشناسی
- سازمان تجارت جهانی